# 爰延
爰 延（えん えん、生没年不詳）は、後漢の官僚。字は季平。本貫は陳留郡外黄県。

## 経歴
清貧な生活に耐えて学問を好み、経書に通暁して人に教授するようになった。実直な性格で、寡黙であった。県令の牛述に召し出されて、その下で廷掾をつとめ、范丹を功曹とし、濮陽潜を主簿とした。後に史昭を郷嗇夫にして、仁政をおこなわせた。2年後、州府に召請されたが、就任しなかった。桓帝のときに博士として召し出され、太尉の楊秉らによって賢良方正に挙げられ、2回転任して侍中となった。
桓帝が上林苑に遊んだとき、「朕はいかなる君主だろうか」と訊ねると、爰延は「陛下は漢の中主であります」と答えた。桓帝が「何を根拠にそういうのか」と訊ねると、爰延は「尚書令の陳蕃に政事を任せて王化を進めたり、中常侍の宦官たちに政事に干渉させて社会を混乱させたりと、これらのことから陛下が善と不善の両方とともにあると判断すべきと知れます」と答えた。桓帝は前漢の朱雲になぞらえて爰延の直言を評価し、爰延を五官中郎将に任じた。
爰延は長水校尉に転じた。魏郡太守として出向し、また洛陽に召還されて大鴻臚に任じられた。後に病を理由に引退を願い出て家に帰った。霊帝が再び召し出そうとしたが、爰延は洛陽に行くことなく、病没した。
子の爰驥は、白馬県令となり、また善士と称された。

## 伝記資料
- 『後漢書』巻48 列伝第38